# 날 미치게 하는 남자
《날 미치게 하는 남자》(영어: Fever Pitch, 북미 이외 지역에서는 영어: The Perfect Catch)는 미국에서 제작된 피터 패럴리와 보비 패럴리 감독의 2005년 로맨틱 코미디 드라마 영화이다. 드루 배리모어, 지미 팰런 등이 출연하였고, 앨런 그린스펀 등이 제작에 참여하였다. 1997년에 개봉한 동명 영국 영화의 리메이크 작품이다.

## 출연진
- 지미 팰런
- 드루 배리모어
- 제임스 B. 시킹
- 조베스 윌리엄스
- 윌리 가슨
- 에번 헬머스
- 셔반 팰런 호건
- 잭 켈러
- 아르만도 리에스코
- 아이오니 스카이
- 조니 스니드
- 케이디 스트리클런드
- 머리사 재럿 위노커
- 레니 클라크
- 젠 게스너
- 재키 버로스
- 스티븐 킹
- 브렛 머피
- 앤드루 윌슨
- 조니 데이먼
- 제이슨 배리텍
- 짐 라이스
- 데니스 에커슬리

## 기타 제작진
- 배역: 저스틴 배들리
- 미술: 마허 아매드
- 의상: 소피 더래코프
- 음악 감독: 톰 울프, 마니시 라발